# Pseudotyphistes pennatus
Pseudotyphistes pennatus is een spinnensoort in de taxonomische indeling van de hangmatspinnen (Linyphiidae).
Het dier behoort tot het geslacht Pseudotyphistes. De wetenschappelijke naam van de soort werd voor het eerst geldig gepubliceerd in 1972 door Paolo Marcello Brignoli.